# Syrphoidea
Syrphoidea è una superfamiglia di insetti dell'ordine dei Ditteri (Brachycera: Muscomorpha). Comprende forme primitive di Cyclorrhapha tradizionalmente incluse nella sezione degli Aschiza, ma ritenute più evolute rispetto ai Platypezoidea.
Si suddivide in due famiglie, i Pipunculidae, comprendenti circa 1400 specie descritte, e i Syrphidae, molto più ampia, comprendente allo stato attuale oltre 6000 specie descritte. Entrambe le famiglie sono cosmopolite.

## Descrizione
I Syrphoidea sono insetti di dimensioni variabili, da piccole a medio-grandi. Nel loro ambito presentano una marcata eterogeneità, sotto l'aspetto sia morfologico sia etologico, nello stadio adulto e, soprattutto, in quello larvale. Si differenziano dagli Schizophora per l'assenza della sutura frontale nell'adulto (ptilinum), per la fusione degli scleriti ipofaringei e tentorio-faringei fusi nelle larve fusi, per la presenza di due processi respiratori ben sviluppati nelle larve.
Dai Platypezoidea si differenziano per l'assenza di setole nella regione frontale degli adulti, per il profilo marcatamente convesso del lato superiore del pupario e, nella nervatura alare, per la tendenza del primo ramo della media (M1) a confluire sull'ultimo ramo della radio (R4+5).
Il capo è generalmente oloptico nei maschi e dicoptico nelle femmine, con occhi ben sviluppati, in particolare nei Pipunculidae. Le antenne, di vario sviluppo e conformazione, sono di tipo aristato, con stilo bi- o triarticolato inserito in genere dorsalmente sul primo flagellomero. L'apparato boccale è di tipo succhiante-lambente.
Il torace ha varie conformazioni. Le ali sono ben sviluppate, strette e allungate nei Pipunculidae, larghe alla base nei Syrphidae, per il marcato sviluppo dell'alula e del lobo anale. In merito alla nervatura alare si riscontra una marcata variabilità, ma in entrambe le famiglie sono ricorrenti alcuni caratteri:
- nei Sirfidi è quasi sempre presente una plica longitudinale, detta vena spuria, che si posiziona fra il sistema radiale e il sistema mediano intersecando la vena trasversale radio-mediale; inoltre, la vena M1 subisce una marcata curvatura in avanti e termina sempre sul tratto finale della vena R4+5;
- nei Pipunculidi la vena M1, quando è presente, devia in avanti e tende a convergere sulla vena R4+5, ma termina comunque sul margine dell'ala.

L'addome ha varie conformazioni nei Sirfidi, da ampio e ovale a stretto e allungato, a volte peziolato, mentre nei Pipunculidi è sottile e cilindrico. Come nella generalità dei Ciclorrafi, l'ipopigio è ruotato di 360°.

## Biologia e habitat
Gli adulti dei Pipunculidi sono glicifagi e si nutrono di melata, quelli dei Sirfidi sono glicifagi-pollinivori e di nutrono di nettare e polline. Questo diverso regime dietetico è alla base di un'etologia differente, in quanto i Sirfidi sono attivi frequentatori dei fiori e, anzi, sono ritenuti fra i più importanti insetti pronubi. In entrambe le famiglie sono ottimi volatori e capaci di librarsi immobili nell'aria nel caratteristico volo stazionario e di compiere rapidi spostamenti in varie direzioni.
Estremamente variabile è l'etologia delle larve secondo i gruppi sistematici. Nei Pipunculidi sono parassitoidi endofaghe a spese, in generale, di Rincoti Auchenorrinchi. Nei Sirfidi ricorrono invece le forme saprofaghe e, in misura minore, quelle fitofaghe, micetofaghe, mirmecofile, entomofaghe. In quest'ultimo caso, a differenza dei Pipunculidi, le larve zoofaghe dei Sirfidi si comportano come predatrici e l'attività predatoria si indirizza prevalentemente a spese degli afidi.
Lo sviluppo larvale si svolge attraverso tre stadi nei Sirfidi e due stadi nei Pipunculidi.

## Filogenesi ed evoluzione
I ditterologi concordano nel ritenere le famiglie dei Pipunculidi e dei Sirfidi affini dal punto di vista filogenetico e formanti, nel complesso, un clade monofiletico. Differenti sono le interpretazioni sulle relazioni filogenetiche con gli altri Aschiza e gli Schizophora e fondamentalmente si attestano su due interpretazioni:
- correlazione tra Syrphoidea e Platypezoidea sensu lato, formanti un clade primitivo rispetto a quello degli Schizophora;
- correlazione tra Syrphoidea e Schizophora, con Platypezoidea sensu lato formanti un clade primitivo rispetto al resto dei Ciclorrafi.

Quest'ultima interpretazione, che sembrerebbe la più accreditata, identifica i Syrphoidea in un raggruppamento intermedio, sotto l'aspetto filogenetico-evoluzionistico, fra gli Aschiza più primitivi (Platypezoidea sensu lato) e gli Schizophora.
Dal punto di vista evoluzionistico, i Syrphoidea si collocherebbero a tutti gli effetti nel flusso di radiazione tardivo dei Ciclorrafi, dal Cretaceo superiore al Miocene, con differenziazione occorsa nel corso del Paleogene. A supporto di questa ipotesi c'è il ritrovamento di un numero notevole (quasi un centinaio) di reperti fossili dei Syrphidae nei depositi del Cenozoico, mentre meno frequenti (e tutti indeterminati sotto l'aspetto tassonomico) sono i ritrovamenti relativi al Mesozoico. Dubbia è invece la presenza dei Pipunculidae nel Cretaceo e i pochi reperti fossili di questa famiglia risalgono tutti al Cenozoico.